# Fuscoporia chrysea
Fuscoporia chrysea es una especie de hongo de la familia Hymenochaetaceae. Fuscoporia chrysea estaba descrita como Phellinus chryseus (colectada en Colombia), pero con base en análisis moleculares y taxonómicos P. chryseus se incluyó dentro del género Fuscoporia.

## Descripción
Basidioma de 60-100 x 40-70 x 3-6 mm, resupinado a efuso-reflejo, de consistencia leñosa. Margen estéril, hasta 3 mm de ancho, amarillo dorado, sobresaliendo ligeramente, llegando a formar un angosto píleo o un seudopíleo. Himenóforo poroide, de marrón amarillento a marrón, marrón grisáceo con la edad; poros circulares, de 5-6 por mm, con los bordes ligeramente lacerados y delgados; tubos de hasta 3 mm de longitud, de color marrón amarillento a marrón grisáceo con la edad. Contexto hasta 3 mm, simple, de color ocráceo, fibroso. Sistema hifal dimítico, con hifas generativas con septos simples, con paredes delgadas, hialinas a amarillentas, simples a ramificadas, de 2-3 μm de diámetro; hifas esqueléticas de marrón amarillento a marrón rojizo, con paredes gruesas, simples, de 3-8 μm de diámetro. Hifas del disepimento y la trama con incrustaciones. Setas himeniales de 30-50 x 5-8 μm, ventricosas a subuladas, rectas, con el ápice agudo, con paredes gruesas. Basidiosporas de 3.5-4 x 2.5-3 μm, ampliamente elipsoides, hialinas a ligeramente amarillentas, lisas, con paredes delgadas.

## Distribución
En México se distribuye en los estados de Jalisco, San Luis Potosí y Sonora. También se desarrolla en Belice, Brasil, Colombia, Costa Rica, Jamaica, Venezuela y en el este de África.

## Hábitat
Crece sobre madera muerta de angiospermas en bosque tropical caducifolio. Ocasiona pudrición blanca sobre árboles en descomposición.

## Estado de conservación
Se conoce muy poco de la biología y hábitos de los hongos, por eso la mayoría de ellos no se han evaluado para conocer su estatus de riesgo (Norma Oficial Mexicana 059).